# Radiak
Radiak kallas den radioaktiva beläggning som kan orsakas av radioaktivt nedfall efter en kärnkraftsolycka eller en kärnvapenexplosion. Radiakflygningar genomförs på cirka 14 000 meters höjd för att kontrollera om det finns radioaktiva partiklar i luften.
Radiak är ett samlingsbegrepp för diverse verksamheter inom strålskydd som ursprungligen kommer från den engelska akronymen RADIAC som betyder Radiation Detection, Indication And Computation, det vill säga "detektion, indikering och beräkning av strålning".